# قنبلة أنبوبية
القنبلة الأنبوبية عبوة ناسفة مغلقة بإحكام في أنبوب مع مادة متفجرة. يجعل الأنبوب الانفجار الضعيف انفجارًا كبيرًا بسبب ارتفاع الضغط. شظايا هذا النوع من القنابل غالبًا ما تكون قاتلة.
سرعة الإنفجار تعد خطرة لإي محاولة صنع اي قنابل مصنعة منزلياً.
تعتبر صناعة أو امتلاك هذه القنابل في بعض الدول جريمة مهما كان استعمالها.